# John Glennon
John Joseph Glennon (ur. 14 czerwca 1862 w Kinnegad, Irlandia, zm. 9 marca 1946 w Dublinie, Irlandia) – amerykański duchowny katolicki pochodzenia irlandzkiego, arcybiskup Saint Louis (1903–1946) i kardynał.

## Życiorys
Ukończył szkołę średnią w Dublinie, a następnie wyjechał do USA. Tam w 1882 roku biskup John Joseph Hogan szukał księży do swej nowo utworzonej diecezji Kansas City. Fakt ten sprawił iż młody Glennon został za zgodą papieża wyświęcony na kapłana w młodszym niż wymagano wieku w roku 1884. Do 1896 roku pracował duszpastersko, a w latach 1894–1896 był administratorem apostolskim diecezji. W międzyczasie ukończył studia na uniwersytecie w Bonn w Niemczech i zamiast na dalsze studia do Rzymu, powrócił do Kansas City jako administrator. 
14 marca 1896 został mianowany koadiutorem biskupa Kansas City. W tym momencie był najmłodszym biskupem świata, Sakry udzielił arcybiskup Saint Louis John Joseph Kain. W kwietniu 1903 przeniesiony został na koadiutora swego konsekratora. Sukcesję w Saint Louis przejął 13 października tego samego roku. Był najmłodszym arcybiskupem świata. Archidiecezją kierował ponad 40 lat, a jego rządy budzą do dziś wiele kontrowersji, gdyż niechętny był czarnej ludności, a segregacja rasowa była przez niego niejako wspierana.
W grudniu 1945 otrzymał nominację kardynalską z tytułem prezbitera San Clemente. Wobec swych 83 lat miał wątpliwości, czy powinien udać się w tak daleką podróż do Rzymu po odbiór kapelusza, lecz ostatecznie zdecydował się na ten krok. Po uroczystościach jego zdrowie podupadło drastycznie z powodu zimna, które panowało w Wiecznym Mieście. W drodze powrotnej, podczas pobytu w Irlandii, zmarł. Pochowany w Saint Louis.